# Bob Martinez
Robert „Bob” Martinez (ur. 25 grudnia 1934) – amerykański polityk.
Zanim został w styczniu 1987 roku gubernatorem stanu Floryda, pełnił obowiązki burmistrza Tampy. W tym też roku uzyskał nominację Partii Republikańskiej jako jej kandydat na gubernatora i pokonał swego demokratycznego oponenta. Kiedy przejmował urząd z rąk swego demokratycznego poprzednika Wayne'a Mixsona (który notabene pełnił ten urząd tylko trzy dni, jako że był wicegubernatorem u boku Boba Grahama, który musiał ustąpić ze stanowiska kilka dni wcześniej, jako że został wybrany do senatu), był pierwszym w historii USA gubernatorem latynoskiego pochodzenia i drugim republikaninem na tym stanowisku, w tym stanie od czasów wojny secesyjnej. Warto odnotować, że jego stanowym sekretarzem ds. handlu był młody Jeb Bush.
Przegrał walkę o drugą kadencję z wieloletnim demokratycznym senatorem Latwonem Chilesem. W 1991 roku prezydent George H.W. Bush mianował go pełnomocnikiem rządu ds. zwalczania narkomanii (tzw. Drug Czar). Stanowisko to opuścił po wyborze Billa Clintona.
Obecnie mieszka w Tampie i zajmuje się międzynarodowym konsultingiem.